# Oglasa calimanii
Oglasa calimanii là một loài bướm đêm trong họ Noctuidae.